# محمد عبد الرسول
محمد عبد الرسول (مواليد 24 يونيو 1993) هو لاعب جودو سوداني. يتنافس في فئة وزن أقل من 73 كلغ.

## مسيرته
شارك في بطولة أفريقيا للجودو 2019، وكذلك في بطولة أفريقيا للجودو 2021. تم اختياره للمنافسة في الألعاب الأولمبية الصيفية 2020، لكنه انسحب من منافسات الجودو الأولمبية لتجنب ملاقاة الإسرائيلي «بوتبول طاهار» في الدور الثالث، رغم خضوعه لقياس الوزن قبل المواجهة التي كانت من المفترض أن تجمع بينهما في وزن 73 كغم للرجال.
وجاء انسحاب عبد الرسول، بعد يومين فقط من انسحاب الجزائري فتحي نورين من مواجهة عبد الرسول، تجنبا لمواجهة محتملة أمام طاهار في الدور التالي.

## روابط خارجية
- محمد عبد الرسول على موقع الفيدرالية الدولية للجودو (الإنجليزية)
- محمد عبد الرسول على موقع JudoInside.com (الإنجليزية)
- محمد عبد الرسول على موقع أوليمبيديا (الإنجليزية)